# Napoleón Solo
Napoleó Solo és un grup granadí creat per Alonso Díaz i format, entre d'altres, per ex membres de El Mito de Sísifo, grup també creat per Alonso Díaz, guanyador de l'edició de 2006 del Festival Zaidín Rock.
En l'actualitat els components de la banda són Alonso Díaz, Jaime Cordones, José Ubago, Miguel Díaz i Luismi Jiménez, el nou bateria que substitueix a Eric Jiménez (també bateria de Los Planetas i Lagartija Nick).
El seu EP, Será maravilloso, i el seu àlbum de debut, Napoleón Solo en la ópera, han estat produïts per Fino Oyonarte.
El seu segon disc Chica Disco, produït per Emmanuel del Real ("Meme"), teclista del grup mexicà Café Tacuba, va ser gravat a finals de 2011 i publicat en el segon trimestre de 2012. Amb aquest treball, la banda s'aferma en el panorama musical, amb dotze noves cançons que van des del pop més fresc fins al jazz. Esquitxat a estones d'atmosferes orquestrals, a estones de guitarres afilades, el nou àlbum dels granadins pot portar-nos records de bandes influents, però amb un so renovat i personal.

## Membres
- Alonso Díaz: guitarra i veu.
- Jaime Cordones: guitarra elèctrica.
- José Ubago: baix.
- Miguel: mellotron i Moog.
- Luis Miguel Jiménez: bateria.

## Discografia

### Senzill/EPs
- Será maravilloso (El Volcán Música, 2009)

1. Tiene que acabar
2. Perdiendo el tiempo
3. Lolaila Carmona

- Demos

1. Antes de que ocurriera
2. El desastre nº 1

### Àlbums
- Napoleón Solo en la ópera (El Volcán Música, 2010)

1. Hola, qué tal
2. Tiene que acabar
3. De noche
4. Todo está tan cerca
5. Perdiendo el tiempo
6. Siempre me lo recordarás
7. El intercambio
8. En el fondo de los sueños
9. Lolaila Carmona
10. Napoleón Solo en la ópera
11. Dibujos
12. Al final
13. Explota

- Chica disco (El Volcán Música, 2012)

1. Adiós
2. Antes de que ocurriera
3. Si el mundo no se acaba
4. Sueña conmigo
5. No puedo disfrutar
6. Badidibú
7. Desastre No. 1
8. Sospecho sospecho
9. Ramira
10. Sentido y orden
11. Dama de cara blanca
12. Historias